# نجم‌آبادی
نجم‌آبادی (منسوب به نجم‌آباد) یک نام خانوادگی است. افراد شاخص با این نام از این قرارند:
- افسانه نجم‌آبادی، تاریخ‌نگار اهل ایران
- سیف‌الدین نجم‌آبادی، مترجم اهل ایران
- فرخ نجم‌آبادی، وزیر دولت حسنعلی منصور
- محمود نجم‌آبادی، طبیب، نویسنده و مترجم اهل ایران
- هادی نجم‌آبادی، روحانی شیعه اهل ایران